# Karsten Andersen
Karsten Anker Andersen (Fredrikstad, Noruega; 16 de febrero de 1920-Oslo, Noruega; 15 de diciembre de 1997) fue un director de orquesta noruego.

## Vida
Karsten Andersen nació en Fredrikstad. Se graduó en el Conservatorio de Música de Oslo (1938–39) y en la Accademia Musicale Chigiana (1947). Hizo su debut como violinista en 1939. Fue empleado en la Orquesta Filarmónica de Oslo de 1940 a 1945.
Fue el director de orquesta Principal de la Orquesta Filarmónica de Bergen de 1964 a 1985, y se convirtió en Director Artístico en 1966. Su repertorio incluye mucha música contemporánea noruega. También fue director de orquesta Principal de la Orquesta Sinfónica de Islandia de 1973 a 1978.
De 1985 a 1988, Andersen fue catedrático de dirección de orquesta en la Academia Noruega de Música. Fue uno de los tres fundadores de la Orquesta Joven, la cual inició junto al violinista Leif Jørgensen y al trompetista Harry W. Kvebæk.
Andersen falleció el 15 de diciembre de 1997. Su entierro fue en el Cementerio Civil Occidental de Oslo.

## Premios
- (1974) Norwegian Arts Council Music Prize
- (1975) Norwegian state artist award